# Cholet-Pays de Loire 2003
La Cholet-Pays de Loire 2003, ventiseiesima edizione della corsa e valida come evento del circuito UCI categoria 1.2, fu disputata il 23 marzo 2003 su un percorso di 202  km. Fu vinta dal francese Christophe Mengin che giunse al traguardo con il tempo di 4h54'04" alla media di 41,215  km/h.
Partenza con 111 ciclisti di cui 71 tagliarono il traguardo.

## Ordine d'arrivo (Top 10)
| Pos. | Corridore          | Squadra         | Tempo    |
| ---- | ------------------ | --------------- | -------- |
| 1    | Christophe Mengin  | Fdjeux.com      | 4h54'04" |
| 2    | Franck Bouyer      | La Boulangère   | s.t.     |
| 3    | Laurent Lefèvre    | Jean Delatour   | s.t.     |
| 4    | Kurt Asle Arvesen  | Team Fakta      | s.t.     |
| 5    | Peter Farazijn     | Cofidis         | s.t.     |
| 6    | Damien Nazon       | La Boulangère   | s.t.     |
| 7    | Jaan Kirsipuu      | AG2R Prévoyance | s.t.     |
| 8    | Lilian Jégou       | Crédit Agricole | s.t.     |
| 9    | Olivier Perraudeau | La Boulangère   | s.t.     |
| 10   | Sébastien Hinault  | Crédit Agricole | s.t.     |